# 辰巳リカ
辰巳 リカ（たつみ りか、1991年9月27日 - ）は、日本の女性プロレスラー。長野県出身。東京女子プロレス所属。血液型O型。

## 経歴
2013年
- DPGの初期メンバー「ケンドー・リリコ」として活動。その活動の中でDDTの試合を観戦したのがきっかけで自身も始めようと思い、ユニットで活動していたユカ・サカザキと共に夏頃より「石澤りりこ」名義で東京女子プロレスの練習生になる。

2014年
- 1月18日、王子BASEMENT MONSTARで次の大会でのデビューが発表される[1]。
- 1月28日、渋谷エンタメステージで中島翔子戦で「ケンドー・リリコ」名義でデビュー、フライング・ボディ・アタックからの片エビ固めで敗れる[2]。

- 5月24日、王子BASEMENT MONSTARでの試合中に腕を負傷、検査の結果「左橈尺骨骨幹部骨折」と診断され、以降の試合の欠場が発表される[3]。

2015年
- 6月12日、夏の魔物（旧・DPG）を脱退。
- 6月20日、王子BASEMENT MONSTARにて「辰巳リカ」に改名する事を発表。命名は高木三四郎。
- 7月18日、横浜ラジアントホール大会で復帰。

2016年
- 5月、練習中の怪我で左足腓骨骨折、全治4週間のため欠場。7月23日の横浜ラジアントホール大会で復帰。
- 10月9日、秋葉原ディアステージを卒業しプロレスに専念。
- 10月29日、横浜ラジアントホール大会にて優宇の保持する「TOKYOプリンセス・オブ・プリンセス王座」に挑戦するも片羽絞めで敗れる。

2017年
- 3月25日、沙希様＆マーサのSIN美威獅鬼軍に対抗すべく黒音まほをパートナーに「どらごんぼんば〜ず」を結成。以降SIN美威獅鬼軍との抗争に入る。
- 6月4日、新宿FACE大会でのSIN美威獅鬼軍とのユニット解散マッチに勝利。
- 8月26日、どらごんぼんば～ずはSIN美威獅鬼軍と対戦。最後は辰巳が沙希様からヒップアタックで3カウント。試合後、沙希様は病に倒れ、辰巳はタッグトーナメントに照準を合わせた[4]。

2018年
- 5月3日、後楽園ホール大会にて、山下実優の保持する「TOKYOプリンセス・オブ・プリンセス王座」に挑戦するもクラッシュ・ラビットヒートで敗れる[5]。
- 7月21日、新木場大会での試合中に左腕の古傷を再負傷、以後の年内大会を欠場[6]。
- 11月18日、レッスル武闘館大会で欠場中ながら山下実優から「アイアンマンヘビーメタル級王座」奪取（24日の成増アクトホール大会で難波小百合リングアナに奪取される）[7]。

2019年
- 2月23日、新宿FACE大会にて復帰[8]。
- 11月3日、DDT両国国技館大会において、渡辺未詩とのタッグ「白昼夢」として沙希様&操のNEO美威獅鬼軍から勝利し、自身初となる「TOKYOプリンセスタッグ王座」を戴冠[9]。

2020年
- 5月3日、初の個人写真集『DESTRUCTION BABY』を発売[10]。

2021年
- 1月4日、後楽園ホール大会にてプリンセス・オブ・プリンセス王座を初戴冠。第8代王者となる。
- 2月11日、後楽園ホール大会にて渡辺未詩に勝利してプリンセス・オブ・プリンセス王座初防衛に成功。
- 4月17日、後楽園ホール大会にて伊藤麻希に勝利してプリンセス・オブ・プリンセス王座2度目の防衛に成功。
- 5月4日、後楽園ホール大会（無観客開催）にて山下実優相手にプリンセス・オブ・プリンセス王座3度目の防衛の失敗。

2022年
- 2月11日、後楽園ホール大会にて第２回"ふたりはプリンセス"MaxHeartトーナメントを優勝。（パートナーは渡辺未詩）

2023年
- 2月21日、東京ドームで開催されたプロレスリング・ノアの興行「KEIJI MUTO GRAND FINAL PRO-WRESTLING "LAST" LOVE〜HOLD OUT〜」にて、東京女子プロレスの提供試合として8人タッグマッチに出場。自身初となる東京ドームでの試合かつ、初のノアでのリングで試合を行う。
- 3月18日、有明コロシアム大会にて渡辺未詩に勝利してインターナショナル・プリンセス王座獲得。これにより東京女子プロレスが認定する3王座全獲得の"グランドスラム"達成。

## 人物
- 「辰巳リカ」の元ネタは立見里歌で、キャッチコピーは「ホワイトドラゴン」愛称は「ドラちゃん」[11]。
- 当初は「石澤りりこ」が本名とされていたが[12]、辰巳リカへの改名の際「本名のリカを使いたい」との発言があり[13]、正確な本名は不明。
- 瑞希のことを恋愛対象として思っており、2018年3月1日『DDTの木曜The NIGHT』（AbemaTV）#10において告白した[14]。
- 座右の銘は「なんとかなる」[15]
- 好きな食べ物は、生春巻き。マジスパのスープカレー。明太高菜ごはん。ネギトロ丼のネギ抜き。黒糖タピオカ。チーズケーキ[16]。
- 好きな音楽ジャンルは、主に邦楽ロック。自身もバンド経験があり、ギター、ボーカルなどを担当していた。使用ギターは赤色のエレアコで、高校生の頃にバイトの初任給で購入した。（本人曰く、ブランドなどは不明）[17]
- 好きな漫画は、高橋留美子作品、岡崎京子作品、『のだめカンタービレ』、『シャーマンキング』、『DEATH NOTE』など[17]。
- 得意な教科は音楽と体育、苦手な教科は数学[17]。
- 学生の頃はバレー部や合唱部に所属。当時の応援の声出しが現在のセコンド業務にも活きているとのこと[17]。

## 得意技
辰巳リカに改名以降はドラゴン殺法を標榜しているが基本は足責めを軸としたファイトスタイル。時折狂気じみたムーブも見せる。
ドラゴンスリーパー
現在の主なフィニッシャー。元祖の藤波辰爾と同じくスリーパーホールドを仕掛け腰が落ちた所で移行するパターンを良く用いる。
ホワイトドラゴンスリーパー
風間ルミのドラゴンパンサーと同型。フィニッシャーの一つ。
デスロール・ホワイトドラゴンスリーパー
ホワイトドラゴンスリーパーからロープブレイクをしようとする相手を阻止する形で横・後方に回転して極め直す。名称はワニのデスロール（捕えた獲物を食いちぎる動き）に似ていることから。本人曰く究極奥義。
ドラゴン式ツイスト・オブ・フェイト
初期のフィニッシャー。現在も時折フィニッシュホールドとして使用される。相手の頭を抱えた状態で見得を切るのが特徴。ロープ越しの断崖式も敢行。
ヒップアタック
フィニッシュとしてダイビング式のミサイルヒップも使用する。大一番では場外へのスワンダイブ式も敢行。
本人曰く、お尻の硬度はダイヤモンド級。
エルボードロップ
「あ～、よっしゃ行くぞー！」と叫んでから放つ。
腕ひしぎ逆十字固め
足4の字固め
ドラゴンスクリュー
スリーパーホールド
ドラゴンバックブリーカー
ドラゴンリングイン
技というよりもパフォーマンスのひとつ。シングルマッチの入場時およびタッグマッチで味方からタッチを受けると、トップロープに登り、大の字になってマットへ派手に飛び降りる。藤波辰爾のオマージュではあるが、より派手なムーブとなっている。
ジャパニーズ・レッグロール・クラッチ
延髄斬り
低空ドロップキック
ロープに引っ掛けた相手の膝狙いなど足責めの一環として使用。
リバース・インディアン・デスロック
タッグマッチにおいて、カットしようとして向かってきた相手をブレーンバスターで投げつつ極めた相手にもダメージを与える独特のムーブを持つ。
チョーク攻撃
ただシンプルに相手の首を絞める。当然反則扱いとなる。
張り手

### 合体技
白昼夢エタニティ
渡辺未詩とのタッグチーム「白昼夢」での合体技。渡辺がカナディアン・バックブリーカーで担いだ相手へのツイスト・オブ・フェイト。読みは「デイドリーム・エタニティ」。

## タイトル歴
東京女子プロレス
- プリンセス・オブ・プリンセス王座（第8代）
- インターナショナル・プリンセス王座（第10代）
- プリンセスタッグ王座（第6代、パートナーは渡辺未詩）
- "ふたりはプリンセス"Max Heartトーナメント優勝（2022年）（パートナーは渡边未詩）

DDTプロレスリング
- アイアンマンヘビーメタル級王座（第1334代）

## 紙テープカラー
白（比率=1）

## 入場曲
恋と革命（辰巳リカ）
作詞も本人が担当。
でんでんぱっしょん（でんぱ組.inc）
旧テーマ曲。ケンドー・リリコ時代にも使用。

## メディア出演

### 写真集
- 『はじけちゃえ!』（2017年8月26日、東京女子プロレス、撮影：立花奈央子）[19]
- 『DESTRUCTION BABY』（2020年5月3日、東京女子プロレス、撮影：立花奈央子）[10]